# Fritz Reuther
Fritz Reuther (* 1. August 1882 in Mannheim; † 27. April 1967 Gut Kothof in Hausham) war ein deutscher Industrieller und NS-Wirtschaftsführer.

## Leben
Nach einer kaufmännischen und banktechnischen Ausbildung trat Fritz Reuther 1904 zusammen mit seinem Bruder Carl Hermann Reuther in die Firma seines Vaters ein, die 1872 gegründete Armaturen- und Messgerätefabrik Bopp & Reuther in Mannheim. 1911 wurde er Teilhaber. Nachdem sein Bruder am 25. Februar 1919 bei einer Fabrikbesetzung während der Arbeiterunruhen durch den mehrfach vorbestraften Friedrich Georgi ermordet worden war, übernahm er die Leitung des Unternehmens mit damals 4000 Beschäftigten.
Neben Eduard Max Hofweber von der Heinrich Lanz AG, Wilhelm Keppler und Emil Tscheulin war Fritz Reuther einer der wenigen Industriellen in Baden, die sich vor 1933 öffentlich zum Nationalsozialismus bekannten. Zum 1. Februar 1932 trat er in die NSDAP ein (Mitgliedsnummer 918.670) und wurde nach der Machtübernahme durch die Nationalsozialisten 1933 Präsident der Industrie- und Handelskammer Mannheim. Seine Zustimmung zur Ernennung als IHK-Präsident machte Reuther davon abhängig, dass er sein Amt in erster Linie nach wirtschaftlichen, nicht nach parteipolitischen Gesichtspunkten führen könne. Da dies nicht möglich war, legte er das Amt des IHK-Präsidenten 1938 nieder, nachdem unter anderem die Kreisleitung Mannheim der NSDAP zusammen mit dem badischen Gauwirtschaftsberater Clemens Kentrup 1936 versucht hatte, die drei Geschäftsführer der IHK zu entlassen, um diese durch Parteigenossen zu ersetzen. Im Mai 1933 wurde er Vorstandsmitglied des Vereins Deutscher Ingenieure (VDI). Dieses Amt hielt er bis 1936.

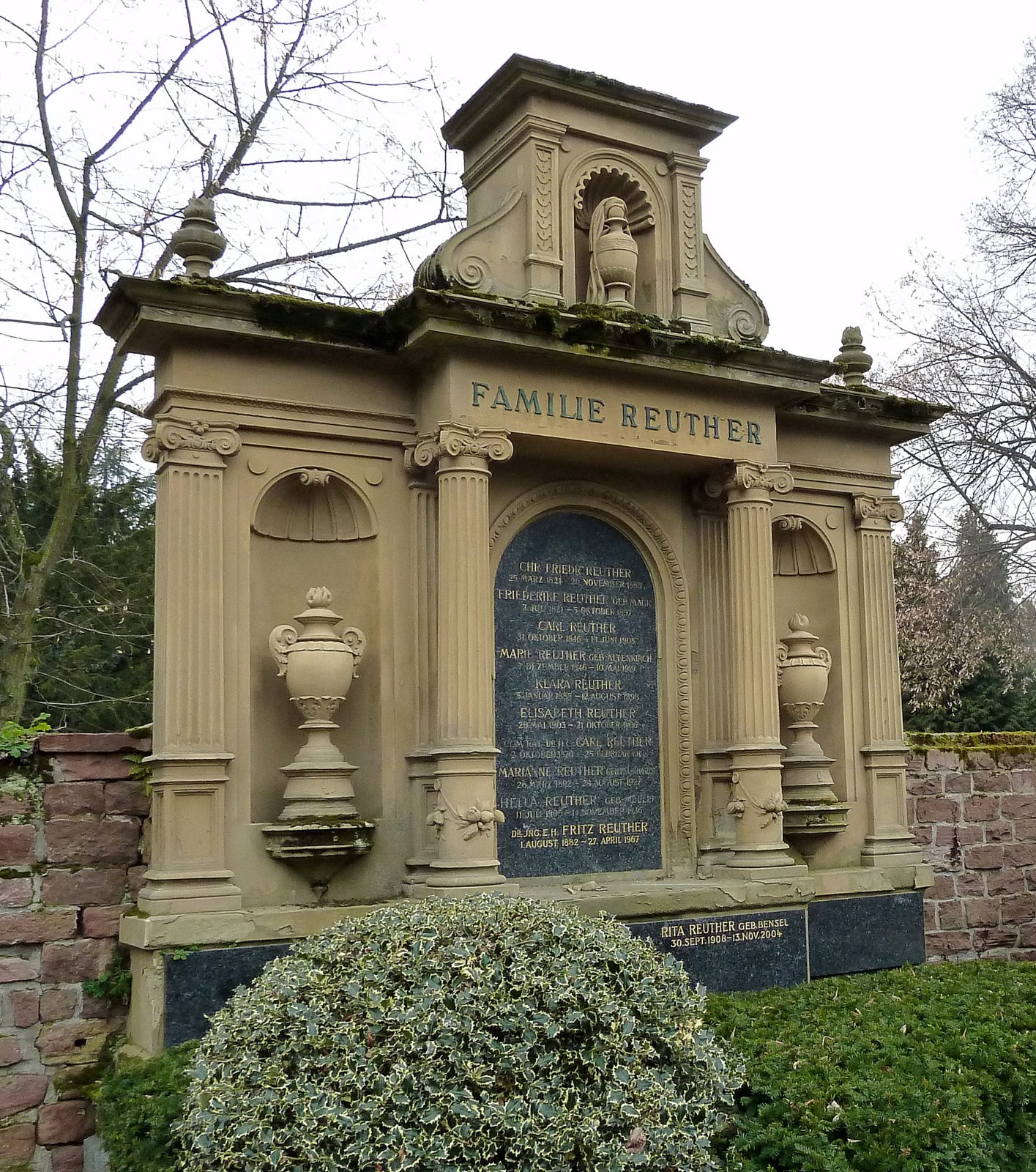
Das Reuthersche Familiengrab auf dem Hauptfriedhof Mannheim

1938 wurde Reuther zum Wehrwirtschaftsführer ernannt. Wegen seiner Verstrickung in den Nationalsozialismus war Reuther vom 21. August 1945 bis 10. Mai 1946 von der US-Armee im Stammlager VII A in Moosburg an der Isar interniert. Reuther wurde von der Entnazifizierungs-Spruchkammer zunächst als Minderbelasteter, nach Berufung als Mitläufer eingestuft. Nach seiner Entlassung aus dem Lager Moosburg war er auf Gut Kothof als Landwirt tätig.
Das Grab der Familie besteht aus einem reichverzierten Wandgrabmal mit ionischer Säulenordnung aus gelben Sandstein mit Mittelrisalit. Seitlich sind Flammenurnen eingestellt, über dem Gesims ein Aufsatz mit muschelbekrönter Nische, darin eine Scheinurne. Im Risalit ist eine schwarze Grabinschriftplatte.

## Ehrungen
- 1918 Dr.-Ing. E. h. Technische Hochschule Karlsruhe